# Râul Budeasa, Râul Doamnei
Râul Budeasa este un râu afluent al Râului Doamnei.

## Hărți
- Harta Județul Argeș